# Owen Wright
Owen Wright (Culburra Beach, Australia, 16 de enero de 1990) es un surfista olímpico austrliano que consiguió una medalla de bronce en los Juegos Olímpicos de Tokio 2020. En 2009 fue nombrado Rookie of the Year.

## Accidente
En 2015 sufrió un accidente mientras surfeaba que le produjo una conmoción cerebral, tras despertar había perdido la memoria, no sabía cuál era su nombre y era incapaz de mantenerse de pie en la tabla de surf. Tardó unos 15 meses en poder volver a surfear.

## Palmarés
| Juegos Olímpicos     | Juegos Olímpicos                           | Juegos Olímpicos  | Juegos Olímpicos |
| Año                  | Lugar                                      | Medalla           |                  |
| -------------------- | ------------------------------------------ | ----------------- | ---------------- |
| 2021                 | Tokio ( Japón)                             | Medalla de bronce |                  |
| Liga mundial de surf |                                            |                   |                  |
| Año                  | Lugar                                      | Medalla           |                  |
| 2011                 | Quiksilver Pro New York ( Estados Unidos)  | Medalla de oro    |                  |
| 2015                 | Fiji Pro ( Fiyi)                           | Medalla de oro    |                  |
| 2017                 | Quiksilver Pro Gold Coast ( Australia)     | Medalla de oro    |                  |
| 2019                 | Tahiti Pro Teahupo'o ( Polinesia Francesa) | Medalla de oro    |                  |